# HMS Blackmore (L43)
«Блекмор» (L43) (англ. HMS Blackmore (L43) — військовий корабель, ескортний міноносець типу «Хант» «II» підтипу Королівського військово-морського флоту Великої Британії за часів Другої світової війни.
«Блекмор» закладений 10 лютого 1940 року на верфі компанії Alexander Stephen and Sons у Глазго. 2 грудня 1941 року він був спущений на воду, а 14 квітня 1942 року увійшов до складу Королівських ВМС Великої Британії.
Ескортний міноносець «Блекмор» брав участь у бойових діях на морі в Другій світовій війні, змагався біля західних берегів Європи, на Середземному морі, в Індійському та Тихому океані. Залучався до підтримки висадки морських десантів в Італії і Франції, супроводжував транспортні конвої союзників.
За проявлену мужність та стійкість у боях бойовий корабель заохочений чотирма бойовими відзнаками.

## Історія служби
У травні 1942 року ескортний міноносець «Блекмор» був залучений до проведення операції «Айронклад», що здійснювалася з метою окупації контрольованої урядом Віші французької колонії Мадагаскар та недопущення розгортання на ньому військово-морських баз Імперського Японського ВМФ. До операції залучалися кораблі З'єднання Н: авіаносці «Іластріас» та «Індомітебл», лінкор «Раміліз», крейсери «Герміона» та «Девоншир», 11 есмінців, 8 корветів, 15 транспортних та десантних кораблів, а також низку менших кораблів.